# Mekarbuana
Mekarbuana is een bestuurslaag in het regentschap Karawang van de provincie West-Java, Indonesië. Mekarbuana telt 4552 inwoners (volkstelling 2010).